# Scott (Vorname)
Scott ist ein männlicher Vorname, der aus dem Schottischen kommt und „Der Schotte“ bedeutet.

## Namensträger

### A
- Scott Aaronson (* 1981), US-amerikanischer Informatiker
- Scott Adams (* 1952), US-amerikanischer Programmierer und Computerspiel-Pionier
- Scott Adams (* 1957), US-amerikanischer Comiczeichner und Buchautor
- Scott Douglas Altman (* 1959), US-amerikanischer Astronaut
- Scott W. Ambler (* 1966), kanadischer Software-Ingenieur, Fachbuchautor, Redakteur und Kolumnist

### B
- Scott Baio (* 1961), US-amerikanischer Schauspieler
- Scott Bairstow (* 1970), kanadischer Schauspieler
- Scott Bakula (* 1954), US-amerikanischer Schauspieler
- Scott Bartlett (* 1985), US-amerikanischer Eishockeyspieler
- Scott Beatty (* 1969), US-amerikanischer Sachbuch- und Comicautor
- Scott Bigelow (1961–2007), US-amerikanischer Profiwrestler
- Scott Blumstein (* 1992), US-amerikanischer Pokerspieler
- Scott Bradfield (* 1955), US-amerikanischer Schriftsteller
- Scott Bradley (1891–1977), US-amerikanischer Komponist, Pianist und Dirigent
- Scott Brady (1924–1985), US-amerikanischer Schauspieler
- Scott Brison (* 1967), kanadischer Politiker
- Scott Brown (* 1985), schottischer Fußballspieler

### C
- Scott Caan (* 1976), US-amerikanischer Schauspieler, Drehbuchautor und Regisseur
- Scott Carpenter (1925–2013), US-amerikanischer Astronaut und Aquanaut
- Scott Carson (* 1985), englischer Fußballtorwart
- Scott Chipperfield (* 1975), australisch-schweizerischer Fußballspieler
- Scott Clark (* ≈1990), US-amerikanischer Jazzmusiker
- Scott Clements (* 1981), US-amerikanischer Pokerspieler
- Scott Cohen (* 1961), US-amerikanischer Schauspieler
- Scott Colley (* 1963), US-amerikanischer Jazzbassist
- Scott Crossfield (1921–2006), US-amerikanischer Testpilot

### D
- Scott Daniels (* 1969), kanadischer Eishockeyspieler
- Scott Davis (* 1962), US-amerikanischer Profi-Tennisspieler
- Scott Davis (* 1979), australischer Radrennfahrer
- Scott D. Davis (* 1973), US-amerikanischer Pianist
- Scott Draper (* 1974), australischer Tennisspieler und Golfer
- John Scott Duarte (* 1966), US-amerikanischer Politiker, Geschäftsmann und Landwirt
- Scott Duncan (Fußballspieler) (1888–1976), schottischer Fußballspieler und -trainer
- Scott Duncan (Unternehmer) (* 1983), US-amerikanischer Unternehmer
- Scott Duncan (Tennisspieler) (* 1994), britischer Tennisspieler

### F
- Scott E. Fahlman (* 1948), US-amerikanischer Informatikprofessor
- Scott Feiner (1968–2023), US-amerikanischer Jazzmusiker
- Scott E. Forbush (1904–1984), US-amerikanischer Geophysiker
- Scott Edward Parazynski (* 1961), US-amerikanischer Astronaut
- Scott Fischer (1955–1996), US-amerikanischer Extrembergsteiger und Unternehmer
- Scott Fischman (* 1980), US-amerikanischer Pokerspieler
- Scott Foley (* 1972), US-amerikanischer Schauspieler, Regisseur und Filmproduzent
- Scott Foster (Schiedsrichter) (* 1967), US-amerikanischer Basketballschiedsrichter
- Scott Fraser (* 1972), kanadischer Eishockeyspieler
- Scott Fraser (* 1986), britischer Orientierungsläufer
- Scott Fraser (* 1995), schottischer Fußballspieler

### G
- Scott Garland (1952–1979), kanadischer Eishockeyspieler
- Scott Garland (* 1970), US-amerikanischer Wrestler, siehe Scotty 2 Hotty
- Scott Garrett (* 1959), US-amerikanischer Politiker
- Scott Gimple (* 1971), US-amerikanischer Fernsehproduzent und Drehbuchautor
- Scott Glenn (* 1941), US-amerikanischer Schauspieler
- Scott Gomez (* 1979), US-amerikanischer Eishockeyspieler
- Scott Grimes (* 1971), US-amerikanischer Schauspieler

### H
- Scott Hahn (* 1957), US-amerikanischer Pastor und Theologieprofessor
- Scott Hall (1958–2022), US-amerikanischer Profi-Wrestler
- Scott Hamilton (* 1958), US-amerikanischer Eiskunstläufer
- Scott Hannan (* 1979), kanadischer Eishockeyspieler
- Scott Hartnell (* 1982), kanadischer Eishockeyspieler
- Scott Henderson (* 1954), US-amerikanischer Gitarrist
- Scott Hesse (* ≈1970), US-amerikanischer Jazzgitarrist
- Scott Hicks (* 1953), südaustralischer Filmregisseur
- Scott Higgins (* 1984), englischer Poolbillardspieler
- Scott J. Horowitz (* 1957), US-amerikanischer Astronaut

### I
- Scott Ian (* 1963), US-amerikanischer Rockmusiker

### J
- Scott Jaeck (* 1954), US-amerikanischer Fernsehschauspieler
- Scott Jamieson (* 1988), australischer Fußballspieler
- Scott Joplin (1868–1917), US-amerikanischer Komponist und Pianist

### K
- Scott Kelby (* 1960), US-amerikanischer Sachbuchautor
- Scott Kelly (* 1967), US-amerikanischer Musiker
- Scott Kelly (* 1964), US-amerikanischer Astronaut
- Scott King (* 1977), kanadischer Eishockeyspieler
- Scott Klopfenstein (* 1977), Mitglied der US-amerikanischen Ska-Band Reel Big Fish

### L
- Scott LaFaro (1936–1961), US-amerikanischer Musiker
- Scott Lawton (* 1960), US-amerikanischer Dirigent und Pianist
- Scott Levy (* 1964), US-amerikanischer Wrestler
- Scott Lipsky (* 1981), US-amerikanischer Tennisspieler
- Scott Lowell (* 1965), US-amerikanischer Schauspieler

### M
- Scott Macartney (* 1978), US-amerikanischer Skirennläufer
- Scott McBain (* 1960), Pseudonym eines schottischen Autors
- Scott McBride, früherer kanadischer Skeletonpilot
- Scott McCallum (* 1950), US-amerikanischer Politiker
- Scott McCloud (* 1960), US-amerikanischer Comic-Künstler
- Scott McDonald (* 1983), australischer Fußballspieler
- Scott McGinnis (* 1958), US-amerikanischer Schauspieler
- Scott McKay (* 1972), kanadischer Eishockeyspieler
- Scott McKenzie (1939–2012), US-amerikanischer Sänger
- Scott McNealy (* 1954), US-Amerikaner, ehemaliger Vorstandsvorsitzender von Sun Microsystems
- Scott Mellanby (* 1966), kanadischer Eishockeyspieler
- Scott Moninger (* 1966), US-amerikanischer Radrennfahrer

### N
- Scott Neal (* 1978), britischer Schauspieler
- Scott Nearing (1883–1983), US-amerikanischer Umweltschützer, Pädagoge, Friedensaktivist und Schriftsteller
- Scott Nichol (* 1974), kanadischer Eishockeyspieler
- Scott Niedermayer (* 1973), kanadischer Eishockeyspieler

### O
- Scott O’Dell (1898–1989), US-amerikanischer Schriftsteller
- Scott O’Grady (* 1965), ehemaliger Pilot der US Air Force
- Scott Ogren (* 1965), US-amerikanischer Freestyle-Skier

### P
- Scott Parker (* 1978), US-amerikanischer Eishockeyspieler
- Scott Parker (* 1980), englischer Fußballspieler
- Scott Patterson (* 1958), US-amerikanischer Schauspieler
- Scott Peck (1936–2005), US-amerikanischer Psychiater, Psychotherapeut und Schriftsteller
- Scott Pellerin (* 1970), kanadischer Eishockeyspieler und -trainer
- Scott Player (* 1969), US-amerikanischer American-Football-Spieler

### R
- Scott Radinsky (* 1968), US-amerikanischer Punk-Sänger und Baseballspieler
- Scott Rechsteiner (* 1962), US-amerikanischer Profiwrestler
- Scott Redding (* 1993), britischer Motorradrennfahrer
- Scott H. Reiniger (* 1948), US-amerikanischer Regisseur und Schauspieler
- Scott Ritter (* 1961), US-amerikanischer Offizier
- Scott Ross (1951–1989), US-amerikanischer Cembalist
- Scott Rudin (* 1958), US-amerikanischer Filmproduzent
- Scott Russell (* 1964), ehemaliger US-amerikanischer Motorradrennfahrer

### S
- Scott Scissons (* 1971), kanadischer Eishockeyspieler
- Scott Seiver (* 1985), US-amerikanischer Pokerspieler
- Scott S. Sheppard (* 1977), Astronom am Institut für Astronomie an der University of Hawaii
- Scott Sinclair (* 1989), englischer Fußballspieler
- Scott Smith (* 1965), US-amerikanischer Schriftsteller und Drehbuchautor
- Scott Snyder (* 1976), US-amerikanischer Schriftsteller
- Scott Soames (* 1945), US-amerikanischer Philosophieprofessor
- Scott Speed (* 1983), US-amerikanischer Rennfahrer
- Scott Speedman (* 1975), kanadischer Schauspieler und vormaliger Schwimmer
- Scott Speicher (1957–1991), Kampfpilot der Marine der Vereinigten Staaten
- Scott Stapp (* 1973), US-amerikanischer Sänger und Songwriter
- Scott Stevens (* 1964), kanadischer Eishockeyspieler
- Scott Storch (* 1973), kanadischer Keyboarder, Songwriter und Produzent
- Scott Sutter (* 1986), Schweizer Fußballspieler

### T
- Scott Thompson (* 1959), kanadischer Schauspieler und Komiker
- Scott Thornton (* 1971), kanadischer Eishockeyspieler
- Scott Thorson (1959–2024), US-amerikanischer Schausteller
- Scott Travis (* 1961), US-amerikanischer Schlagzeuger (Judas Priest)
- Scott Turow (* 1949), US-amerikanischer Schriftsteller und Jurist
- Scott Twardoski (* 1973), US-amerikanischer Basketballschiedsrichter

### V
- Scott Verplank (* 1964), US-amerikanischer Profigolfer

### W
- Scott Walker (1943–2019), US-amerikanischer Sänger
- Scott Wall (* 1966), US-amerikanischer Basketballschiedsrichter
- Scott Weiland (1967–2015), US-amerikanischer Rockmusiker
- Scott Weinger (* 1975), US-amerikanischer Schauspieler
- Scott Wendholt (* 1965), US-amerikanischer Jazz-Trompeter und Flügelhornist
- Scott Wolf (* 1968), US-amerikanischer Schauspieler

### Y
- Scott Yanow (* 1954), US-amerikanischer Jazzautor
- Scott Young (* 1967), US-amerikanischer Eishockeyspieler

Als Zweiter Vorname:
- Justin Scott Grimm (* 1988), US-amerikanischer Baseballspieler